# Tael (miara)
Tael (chiń. 兩) - używana w Azji jednostka masy.
W Chinach (gdzie jest używana jako jednostka jubilerska) jej wartość wynosi 37,8 g. W Kambodży i Japonii jest równa 37,5 g, natomiast w Tajlandii - ok. 60,7 g.